# 电子垃圾

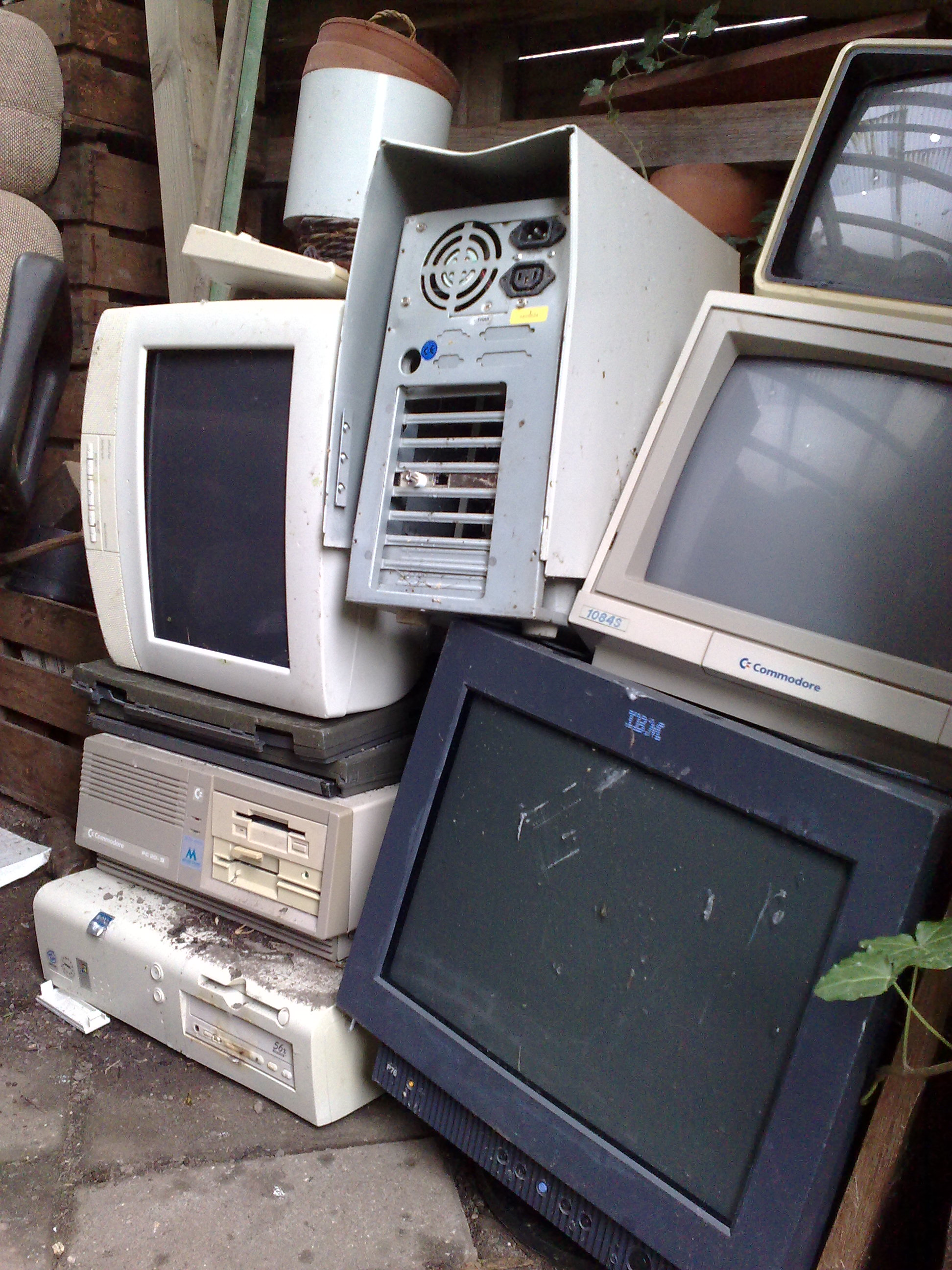
报废、过时的电子设备

电子廢物（英語：Electronic waste, e-waste or e-scrap），或称电子垃圾（英語：Waste Electrical and Electronic Equipment, WEEE）是指被废弃不再使用的电器或电子设备。
在一些发展中国家，电子垃圾的现象十分严重，造成的环境污染威胁着当地居民的身体健康。一些废弃设备，例如阴极射线管（CRT）显示设备，含有大量有害化学元素，例如铅、镉、铍、汞，和溴化阻燃剂等成分。即使在发达国家，废弃电子设备的回收和循环回收利用由于其工业过程可能对工人和附近社区造成巨大安全威胁，必需投入大量人力物力来考虑在循环回收工艺、对重金属的析出等流程裡，如何避免不安全的污染物暴露在外。在美国，电子产业和美国国家环境保护局达成一致，电子廢物需要谨慎处理，且未使用的电子设备的环境危害没有被夸大。
雖然電子垃圾是嚴重的污染源，但其中外殼有鋁與鋼材可以回收，電路含有銅、金銀，稀土磁鐵等貴金屬，還有部分零件、芯片、電池也能拆下重複使用，因此蒐集價值也比較一般回收垃圾要高。

## 环保问题

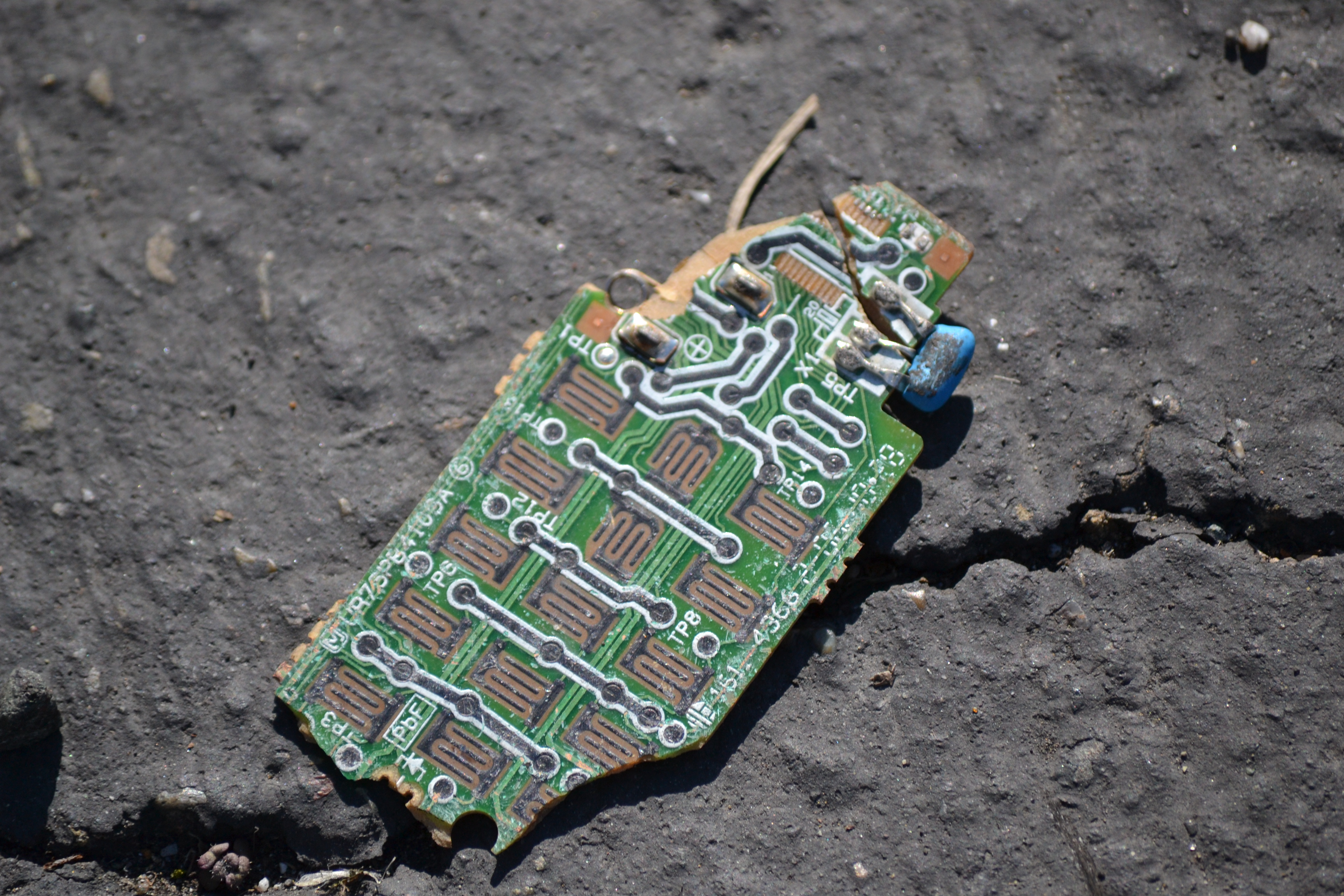
一块废弃的印制电路板

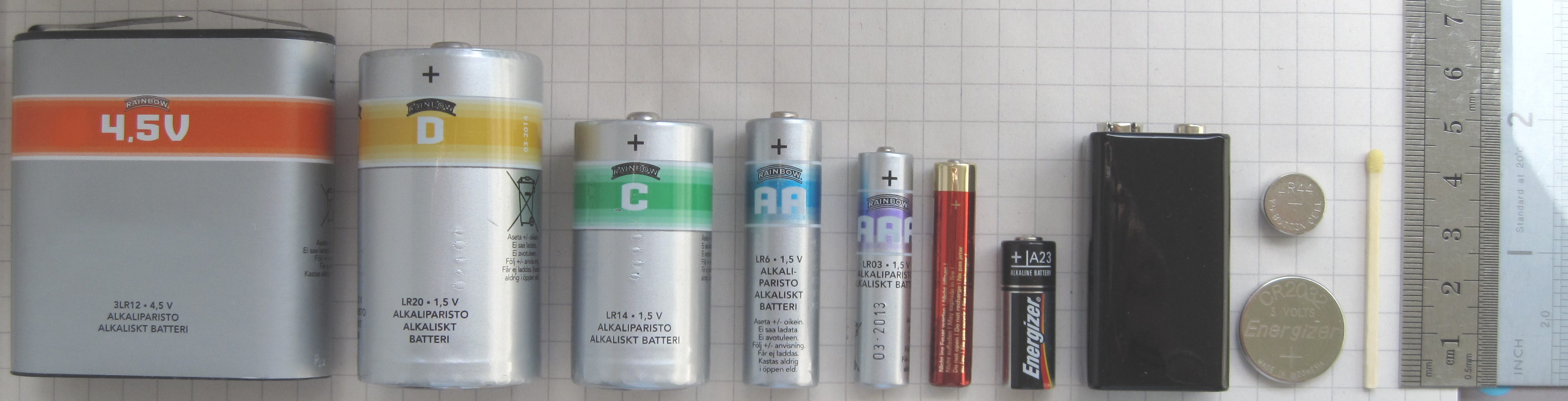
各种型号可以回收的电池

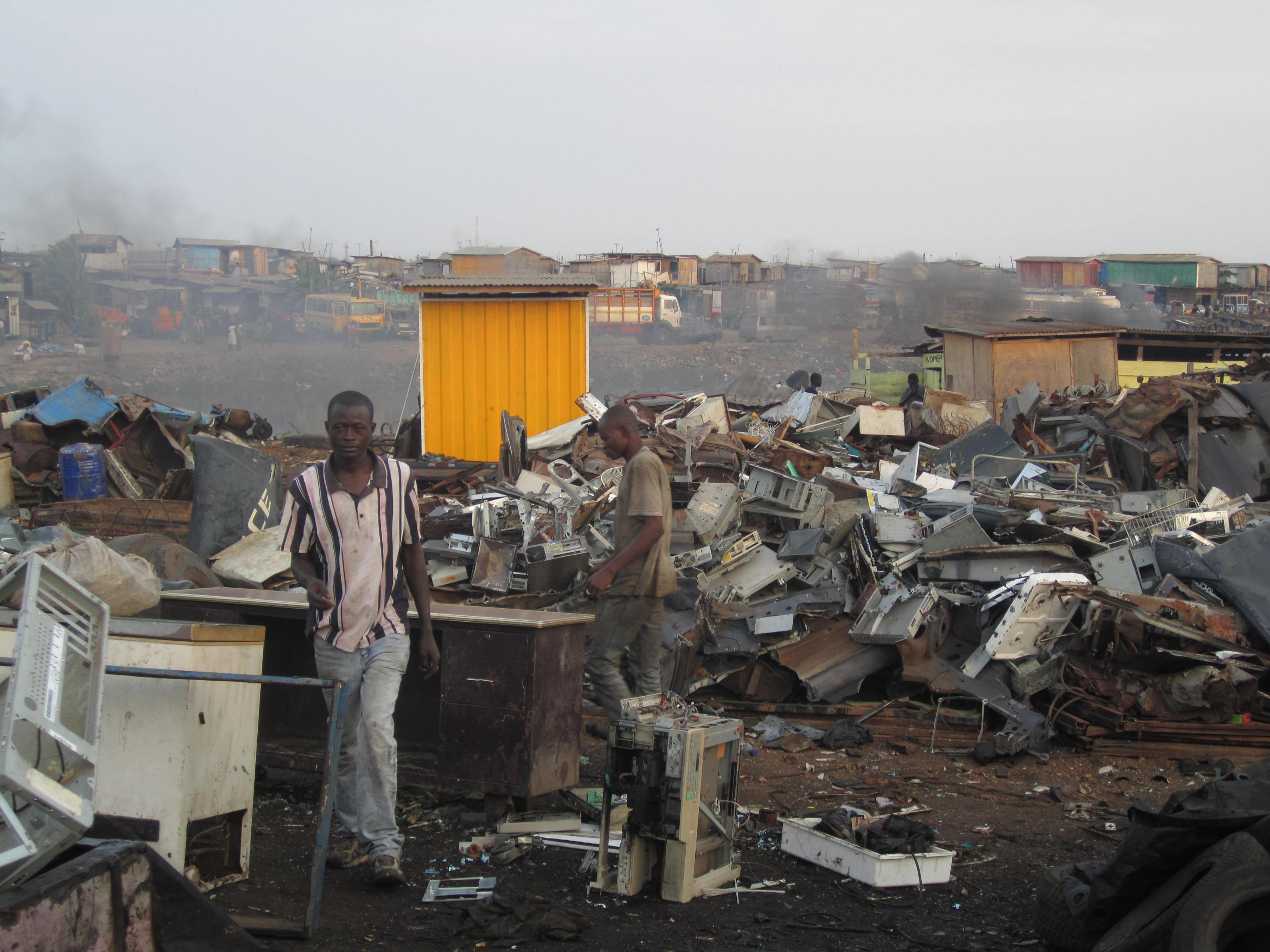
位于加纳阿克拉市的阿博布罗西作为工业国家合法或非法出口并倾倒电子垃圾的目标地区而出名，图为一些加纳人在此地工作。

技术的快速更新、产品的迅速换代（例如磁带、软件、MP3）、电子产品不断下降的价格以及产品设计时就规划好的淘汰周期，都导致了全球范围电子垃圾的迅速增长。CashForLaptops.com网站的首席执行官戴夫·克拉奇（Dave Kruch）把电子垃圾比作是“急速扩张”的事物。解决电子垃圾的技术解决方案是可行的，但是在现实情况中，在这些解决方案能够得到应用之前，诸如法律框架、回收系统、后勤和其他相关服务系统需要合理运行起来。据测算，每年大约新产生5,000万吨的电子垃圾。美国每年废弃3,000万部计算机，欧洲则每年废弃1亿部电话。美国国家环境保护局估计，在所有的电子垃圾中，仅有大约15%到20%得到了回收循环利用，余下的大部分电子垃圾直接被填埋或焚烧。
根据联合国环境署一份名为《循环——从电子垃圾到资源》（英語：Recycling - from E-Waste to Resources）的报告，包括移动电话和计算机在内的电子垃圾，可能会以500%的速率增长，尤其是在一些发展中国家，例如印度。美国是世界上产生电子垃圾的一个罪魁祸首，每年抛弃大约300万吨的电子垃圾。另据一份2010年的估计，中国国内已经产生了大约230万吨的电子垃圾，仅次于美国。并且，尽管政府官方禁止电子垃圾的进口，中国还是成为了发展中国家的一个主要的电子垃圾废弃场。
电子垃圾含有毒害成分，但是也包含一些有价值的、较为稀缺的材料。复杂的电子设备裡可以含有高达60种化学元素。
在美国，垃圾中有大约70%的重金属来自于报废的电子设备。
尽管电子垃圾的数量在不断增长这一事实已经得到公认，相关的废旧产品（例如废旧的手机等）的危害却未能达成广泛共识。对于削减电子等相关产业是否会有益环境保护或是使环境进一步恶化的问题一直存在争议。根据《主板》（英語：Motherboard）杂志报道，限制电子产业将会使一些有名望的公司退出产业链，这些都是人们不愿意看到的结果。

## 电子廢物的主要成分
电子垃圾主要包括环氧树脂、玻璃钢、多氯联苯（PCBs）、聚氯乙烯（PVC）、热固性塑料等有机物以及铅、锡、铜、硅、铍、碳、铁和铝元素。
被较少量发现元素包括镉、汞和铊元素。
极微量的元素包括镅、锑、砷、钡、铋、硼、钴、铕、镓、锗、金、铟、锂、锰、镍、铌、钯、铂、铑、钌、硒、银、钽、铽、钍

## 处理

### 循环利用
如今，电子垃圾循环利用行业在发达国家已经是一个庞大的、快速发展的产业。这个产业的进展涉及了一些企业从能源密集型降級回收（英語：downcycling，例如传统的回收产业）到电子垃圾回收循环产业的转变，通过重新利用和重新加工达到预期的目的。电子垃圾的回收循环利用在环保、社会方面有诸多益处，例如降低对新产品、新的原材料的需求；减少生产所需的水和电力资源；降低包装所需的成本；使资源在社会的分配更为合理；以及减少对垃圾场的使用。
一些视听产品，例如电视机、录像带、磁带和一些手持设备、计算机组件含有一些可以召回的有价值但是同时又有害的成分，包括铅、铜、金等。
一个需要面对的主要挑战是如何从电子垃圾中回收利用印制电路板。电路板中含有诸如金、银、铂等珍贵元素，以及一些重要元素，例如铜、铁、铝等。用于回收这些元素的传统方法是压碎，然后分拣，但是其工作效率较低。可以替代的方法，例如低温分解（英語：cryogenic decomposition）已经被研究，研究人员也正在探索其他可行的办法。

### 处理技术
在一些发达国家，电子垃圾处理的第一个步骤涉及了拆卸报废的电子设备，将它们分解为金属外壳、电源、电路板、塑料元件和其他部分，这个过程通常是人手工进行操作。一个典型的例子就是位于保加利亚Novi Iskar的NADIN电子垃圾处理厂（NADIN electronic waste processing plant）——东欧地区最大的同类机构。人工操作的好处在于，人可以识别和保留那些仍然可以工作或者可以修复的部件，包括芯片、晶体管、随机存取存储器（RAM）等；劣势则在于人工生产对健康有害、不安全，工人却得到较低的工资。
在其他的大批量处理系统裡，有一个存储槽用于传递即将被分解为零碎件的电子垃圾，通过扫描仪器和粉碎机，这些垃圾被分解为分离的金属残片和塑料碎片，其中的塑料部分被筛选出来，出售给塑料回收商进行进一步的加工。不过在机器破碎和扫描的过程中。磁铁、涡电流、矿石筛在一过程中被用于分离玻璃、塑料和含铁或不含铁的金属。其中金属的部分又将在熔炉中进行继续分离。从阴极射线管中得到的含铅玻璃可以被利用来进行汽车蓄电池、武器和含铅的车轮配重块等的生产。或作为焊剂卖给铸造商用于辅助处理铅矿。铜、金、钯、银和锡则作为有价值的金属被卖给其他工厂进行深度冶炼。有害的烟雾、毒气会被收集、封存，从而降低对环境的威胁。这些方法使得安全回收计算机有用材料成为了可能。惠普公司产品回收解决方案的管理人员雷尼·圣丹尼斯（Renee St. Denis）这样描述他们处理报废计算机硬件的方法：“我们让它们（电子垃圾）从30英尺高的破碎机中通过，这样它们大多都变成了很小的碎片。一旦你的硬盘被摔成这样的碎片，你的数据就不可能再被取出来了。”
一个理想的电子垃圾处理厂包含垃圾拆除分解和高效批量处理两方面。
直接循环使用也是一个方案之一，因为这样可以延长现有电子产品的使用时间。虽然这些设备最终也不得不面临报废、回收，但这样可以允许一些人得到二手的电子产品，从而尽可能推迟它们将来被废弃的时间。

### 相关社会宣传
许多网站与社会组织参与到相关知识的宣传中。

### 优点
回收循环再利用使用寿命过期的电子设备上的原材料，是解决电子垃圾最有效解决方案。大多数电子设备含有多种有用材料，包括很多可以被恢复进行再次生产的金属材料。通过破碎、循环利用，还可以减少使用原始自然资源，并降低因为电子垃圾废弃产生的空气和水体的污染。除此之外，回收循环利用电子垃圾减少了直接从原始自然资源开始制造新产品所要产生的温室气体。总而言之，这是一个十分有益的过程，对整个人类保护环境都有好处。